# Artem Anatolijovics Kravec
Artem Anatolijovics Kravec (ukránul: Артем Анатолійович Кравець; Dnyipropetrovszk, 1989. június 3. –) ukrán labdarúgó, 2013 óta a Dinamo Kijiv csatárja.

## Pályafutása

### A válogatottban
Az ukrán junior és ifjúsági válogatottakban játszott. Hét mérkőzést játszott az U17-es válogatottban (1 gól) és az U18-as együttesben (4 gól). Az U19-ben 12 találkozón 7 gólt szerzett, 2008 és 2011 között Ukrajna U21-es csapatában 9-szer szerepelt.
2011. február 8-án mutatkozott be az ukrán válogatottban a Románia ellen 2–2-re végződő barátságos mérkőzésen..

## Statisztika

### A válogatottban
Frissítve 2018. december 22-én.
| Válogatott | Év       | Mérk. | Gólok |
| ---------- | -------- | ----- | ----- |
| Ukrajna    | 2011     | 2     | 0     |
| Ukrajna    | 2015     | 10    | 4     |
| Ukrajna    | 2016     | 4     | 3     |
| Ukrajna    | 2017     | 4     | 0     |
| Ukrajna    | 2018     | 2     | 1     |
| Ukrajna    | 2019     | 1     | 0     |
| Összesen   | Összesen | 23    | 8     |